# Markus Rom

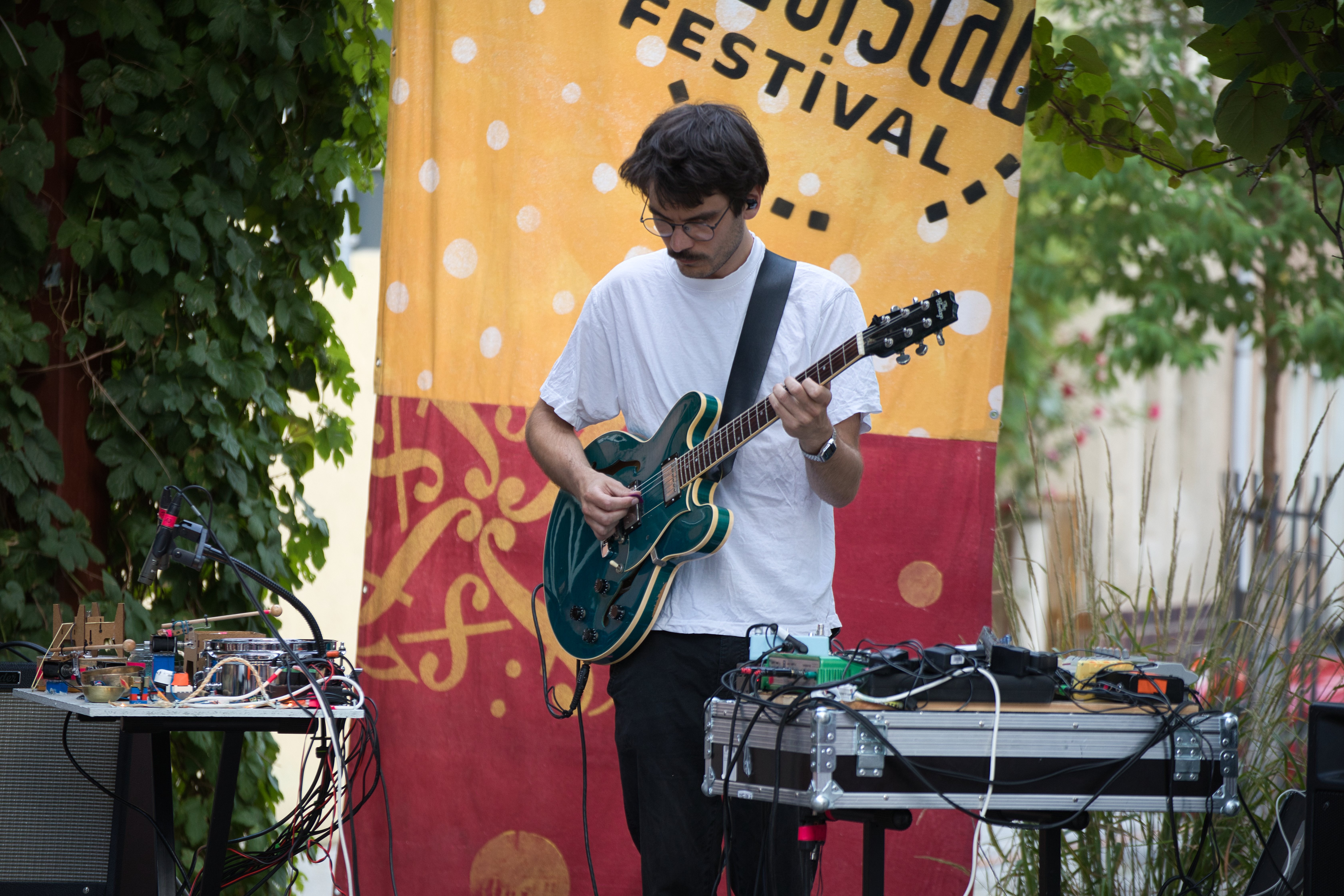
Markus Rom als „Oh No Noh“ auf dem Rudolstadt-Festival 2022

Markus Rom (* 1990 in Weiden in der Oberpfalz) ist ein deutscher Musiker (Gitarre, Komposition).

## Wirken
Markus Rom studierte elektrische Gitarre an der Hochschule für Musik Franz Liszt Weimar bei Frank Möbus und an der Hochschule für Musik und Theater „Felix Mendelssohn Bartholdy“ Leipzig bei Werner Neumann. Neben der Gitarre verwendet er unter anderem Synthesizer, E-Bass, Klavier, Ableton Live und Audiokassetten zur Klangerzeugung.
Rom wirkt neben seinem Soloprojekt „Oh No Noh“ in verschiedenen Formationen und Ensembles wie dem Philipp Rumsch Ensemble, Die Andacht, Damian Dalla Torre und Andi Haberl's SUN mit. Zudem komponiert er Musik für das Theater.

## Diskographie (Auszug)
- Philipp Rumsch Ensemble – Reflections (Denovali Records 2018)
- Philipp Rumsch Ensemble – Of Anxiety and Discernment (Denovali Records 2020)
- Beyond w/ Bernhardt – Mushroom Group (2020)
- Oh No Noh – Oh No Noh (Teleskop, 2019)
- Elme – Shimmer (Teleskop 2021)
- Damian Dalla Torre – Happy Floating (Squama Records 2021)
- Die Andacht – Die Andacht (All My Ghosts, 2022)
- Oh No Noh – Kanzi (Teleskop 2022)
- Oh No Noh, F.S.Blumm, Jenny Berger Myhre – Interstitial (Teleskop 2023)
- Damian Dalla Torre – I Can Feel My Dreams (Squama 2024)
- Oh No Noh – As Late As Possible (Teleskop 2025)